# Jonas Dahlgren
Jonas Dahlgren (* 17. Februar 1966) ist ein ehemaliger schwedischer Fußballspieler. Der Offensivspieler lief für Halmstads BK, Helsingborgs IF und Trelleborgs FF in der Allsvenskan auf.

## Werdegang
Dahlgren debütierte für den Amateurverein Påarps GIF Mitte der 1980er Jahre im Erwachsenenbereich. Als offensiver Mittelfeldspieler machte er sich schnell höherklassig einen Namen und wechselte Anfang 1988 zum seinerzeitigen Zweitligisten Halmstads BK. Der Vorjahresabsteiger lieferte sich unter dem neu verpflichteten Trainer Stuart Baxter mit Mjällby AIF und Kalmar AIK einen Dreikampf um die Meisterschaft in der Südstaffel. Zunächst war Dahlgren noch Ergänzungsspieler, der vornehmlich für einen aus dem mit Mats Lundgren und Stefan Lindqvist gesetzten Sturmduo eingewechselt wurde, ehe er sich nach dem ersten Saisondrittel einen Stammplatz erkämpft hatte. Mit acht Saisontoren trug Dahlgren letztlich zum Wiederaufstieg aufgrund der gegenüber dem punktgleichen MAIF besseren Tordifferenz bei. Auch in der Erstliga-Spielzeit 1989 gehörte er zu den Stammkräften, als Tabellenfünfter verpasste er mit der Mannschaft um Torbjörn Arvidsson, Jan Jönsson, Tommy Frejdh, Björn Nordberg und Ulf Jönsson nur knapp die Qualifikation für die Meisterschaftsendrunde. 
Trotz des Erfolges verließ Dahlgren nach zwei Spielzeiten, in denen er für Halmstads BK 14 Tore in 40 Spielen erzielt hatte, den Klub und kehrte in seinen Wohnort Helsingborg zurück. Dort schloss er sich dem damaligen Zweitligisten Helsingborgs IF an. Dort war er neben Mats Magnusson, Henrik Larsson, Anders Jönsson und Lino Boriero Rückgrat der Mannschaft, die sich Ende 1992 in der Relegation gegen IFK Sundsvall deutlich mit einem 3:0-Heimsieg und einem 6:1-Auswärtserfolg durchsetzte und in die Allsvenskan aufstieg. Dabei hatte er in 33 Saisonspielen zwölf Tore erzielt, bereits im Vorjahr hatte er mit zehn Saisontoren zweistellig getroffen und war beim Klub zum Spieler des Jahres gewählt worden. 1994 verlor er mit dem Klub das Endspiel um den Schwedischen Fußballpokal der Männer nach Golden Goal gegen den Ligakonkurrenten IFK Norrköping.
Anfang 1996 wechselte Dahlgren innerhalb der Allsvenskan zu Trelleborgs FF, wo er jedoch nur eine Spielzeit auflief und zwei Tore in 15 Spielen erzielte. Anschließend ließ er bis Ende der 1990er Jahre bei seinem Heimatverein Påarps GIF die aktive Laufbahn ausklingen. Später war er dort als Trainer tätig, 2004 gab er als Spielertrainer ein kurzzeitiges Comeback. 2012 übernahm er das Traineramt beim Siebtligisten Fortuna FF, den er Ende 2014 wieder verließ.